# Debreceni HK
A Debreceni HK (teljes nevén Debreceni Hoki Klub) egy jégkorongklub, mely a MOL Liga küzdelmeiben vesz részt.

## Klubtörténet
Debreceni Hoki Klub 1989-ben alakult meg. A debreceni klub utánpótlás nevelésről nevezetes a magyar jégkorongéletben, de 2014-ben felnőtt csapatot indított a román-magyar központú MOL Liga-sorozatban. Első idényében negyeddöntősök voltak a sorozatban, míg a következő két szezonban az elődöntőig jutottak. A 2017-18-as szezont megelőzően pénzügyi nehézségekre hivatkozva visszaléptek a bajnokságtól. A Debreceni HK ezt követően az utánpótlás képzéssel foglalkozott, több gyerek- és ifjúsági csapatot versenyeztet. 

## Vezetőedzők
- Jason Morgan 2016–2017
- Jevgenyij Muhin 2015–2016
- Dmitrij Romanov 2015
- Jevgenyij Muhin 2014–2015
- Vladimir Scseglov 2012–2014
- György József (játékosedző) 2011

## Játékoskeret
2016-2017
| Kapusok | Kapusok         | Kapusok                      | Kapusok  | Kapusok | Kapusok  |
| mez     | név             | született                    | magasság | súly    | ütőfogás |
| ------- | --------------- | ---------------------------- | -------- | ------- | -------- |
| 30      | Pleszkán József | 1993. június 30. (31 éves)   | 184      | 86      | bal      |
| 68      | Gyenes Dávid    | 1992. november 18. (32 éves) | 192      | 92      | bal      |
| 40      | Borodin Savva   | 1991. január 27. (34 éves)   | 184      | 79      | bal      |

| Védők | Védők                  | Védők                          | Védők    | Védők | Védők    |
| mez   | név                    | született                      | magasság | súly  | ütőfogás |
| ----- | ---------------------- | ------------------------------ | -------- | ----- | -------- |
| 2     | Hetényi Péter          | 1991. január 27. (34 éves)     | 185      | 83    | bal      |
| 3     | Bezrukov, Artem        | 1982. augusztus 1. (42 éves)   | 184      | 93    | bal      |
| 12    | Györfy Tihamér         | 1997. április 1. (27 éves)     | 188      | 84    | bal      |
| 13    | Varga Arnold           | 1992. június 19. (32 éves)     | 190      | 95    | bal      |
| 24    | Wéber Zsolt            | 1990. július 31. (34 éves)     | 177      | 85    | bal      |
| 28    | Vorosnyin, Pavel       | 1984. március 23. (40 éves)    | 190      | 94    | bal      |
| 88    | Szelujanov, Vjacseslav | 1986. december 15. (38 éves)   | 176      | 93    | jobb     |
| 91    | Pados László           | 1995. szeptember 11. (29 éves) | 178      | 80    | bal      |

| Csatárok | Csatárok           | Csatárok                       | Csatárok | Csatárok | Csatárok |
| mez      | név                | született                      | magasság | súly     | ütőfogás |
| -------- | ------------------ | ------------------------------ | -------- | -------- | -------- |
| 6        | Németh Attila      | 1992. október 12. (32 éves)    | 180      | 85       | bal      |
| 8        | Kovács Viktor      | 1992. július 20. (32 éves)     | 185      | 83       | bal      |
| 9        | Kocsetkov, Szergej | 1985. április 1. (39 éves)     | 187      | 90       | bal      |
| 10       | Kosourov, Alexej   | 1979. július 29. (45 éves)     | 177      | 88       | bal      |
| 14       | Piskunov, Szergej  | 1981. március 11. (44 éves)    | 175      | 84       | jobb     |
| 16       | Hári Norbert       | 1995. szeptember 28. (29 éves) | 170      | 70       | jobb     |
| 18       | Saluga, Martin     | 1982. október 18. (42 éves)    | 183      | 85       | bal      |
| 19       | Vincze Péter Tamás | 1996. március 17. (28 éves)    | 185      | 81       | bal      |
| 27       | Dancsfalvi Norbert | 1990. július 10. (34 éves)     | 178      | 80       | bal      |
| 33       | Godó Dániel        | 1995. január 12. (30 éves)     | 186      | 83       | bal      |
| 51       | Berta Ákos         | 1987. december 9. (37 éves)    | 194      | 92       | bal      |
| 78       | Artyom Vaszjunyin  | 1984. január 26. (41 éves)     | 180      | 80       | jobb     |

## Edzői stáb
- vezetőedző:  Jason Morgan 1976. október 9. (48 éves)

### Utánpótlás edzők
- Fekete Albert
- György József
- Máthé Csaba
- György István
- Prakab Gábor

## Vezetőség
- elnök: Mocsári Attila

### Elnökségi tagok
- Mihalik András
- Hidas Zoltán
- dr. Gaál Zsolt
- Dékán Tamás

### Tiszteletbeli elnök
- Korcsinszky György